# The Party's Just Begun
«The Party's Just Begun» es el primer sencillo de la banda sonora The Cheetah Girls 2, de la película homónima.

## Información
Se estrenó oficialmente en Radio Disney el 5 de junio de 2006. El sencillo fue lanzado oficialmente para descarga digital el 11 de julio de 2006. El sencillo debutó en el puesto #94 en el Billboard Hot 100, convirtiéndose en su primera canción para trazar la única alcanzó un máximo de #85 en las listas de Billboard.

### Lista de canciones
Descarga digital (USA)
1. "The Party's Just Begun"

CD Sencillo/Descarga digital (Europa).
1. "The Party's Just Begun"
2. Strut (Remix)

## Video musical
No se rodó un vídeo ya que se utilizó el de la película The Cheetah Girls 2, para promover ésta.

## Ming Remix
El 10 de febrero de 2009 fue lanzado en iTunes y en otras tiendas el sencillo "The Party Just Begun (Ming Remix)". Este remix apareció por primera vez en el 2007 en el EP The Party's Just Begun.
1. "The Party Just Begun (Ming Remix)" - 3:04

## Trivia
- Ésta fue la canción favorita de Adrienne Bailon para interpretar.
- Fue también usada como el tema musical para el programa de entrevistas de ABC "The View".

## Posicionamiento
| Año  | Listas                                        | Posición |
| ---- | --------------------------------------------- | -------- |
| 2006 | Nueva Zelanda Singles Chart                   | 13       |
| 2006 | UK Singles Chart                              | 53       |
| 2006 | UK Physical Singles Chart                     | 15       |
| 2006 | U.S. Billboard Hot 100                        | 85       |
| 2006 | U.S. Billboard Bubbling Under Hot 100 Singles | 23       |
| 2006 | U.S. Billboard Hot Digital Songs              | 54       |
| 2006 | U.S. Billboard Pop 100                        | 62       |
| 2006 | Radio Disney                                  | 3        |
| 2010 | iTunes Noruega Soundtracks Songs              | 31       |
| 2010 | iTunes Portugal Soundtracks Songs             | 83       |